# バーヴァン・シー
バーヴァン・シー（スコットランド・ゲール語: Baobhan-Sith [bɯːvɐn ʃiː]）はスコットランド高地地方の民話に登場する、若者に死をもたらす魅惑的な吸血鬼のこと。主に森や屋外に現れ、緑色の服を着た美しい少女の姿をしているため、疑いの眼差しを向けられることなく、終（）には犠牲となった者の血を最後の一滴まで吸い取ってしまう。これらのことから、サキュバスや妖精ともモチーフを共有している 。
彼女のドレスの色は、森やそこに住む精霊とのつながり、そして死と誘惑を表している。なぜなら、緑という色は美しい女性とのつながりにおいて、常に神秘的な魅力を持つと同時に不吉な色と考えられてきたからである。
バーヴァン・シーにまつわる数多くの伝説の中に、4人の猟師が森の中で一夜を過ごしたというものがある。寒さのため、猟師たちは歌ったり踊ったりして体を温めようとする。やがて森の中から、巻き毛で緑色のドレスを着た4人の美しい少女たちが現れ、猟師たちを引き止める。猟師たちは彼女たちとの出会いを喜んでいたが、一人だけ、この出来事をとても気味が悪いと感じる者がいて、彼女たちとのダンスを断念し、遠く離れたキャンプ場で一晩を過ごすことになる。翌朝、彼が一人で戻ってみると、3人の仲間たちは青ざめて死んでいた。バーヴァン・シーが彼らから最後の一滴まで血を搾り取ったのである。